# Hans-Georg Gadamer

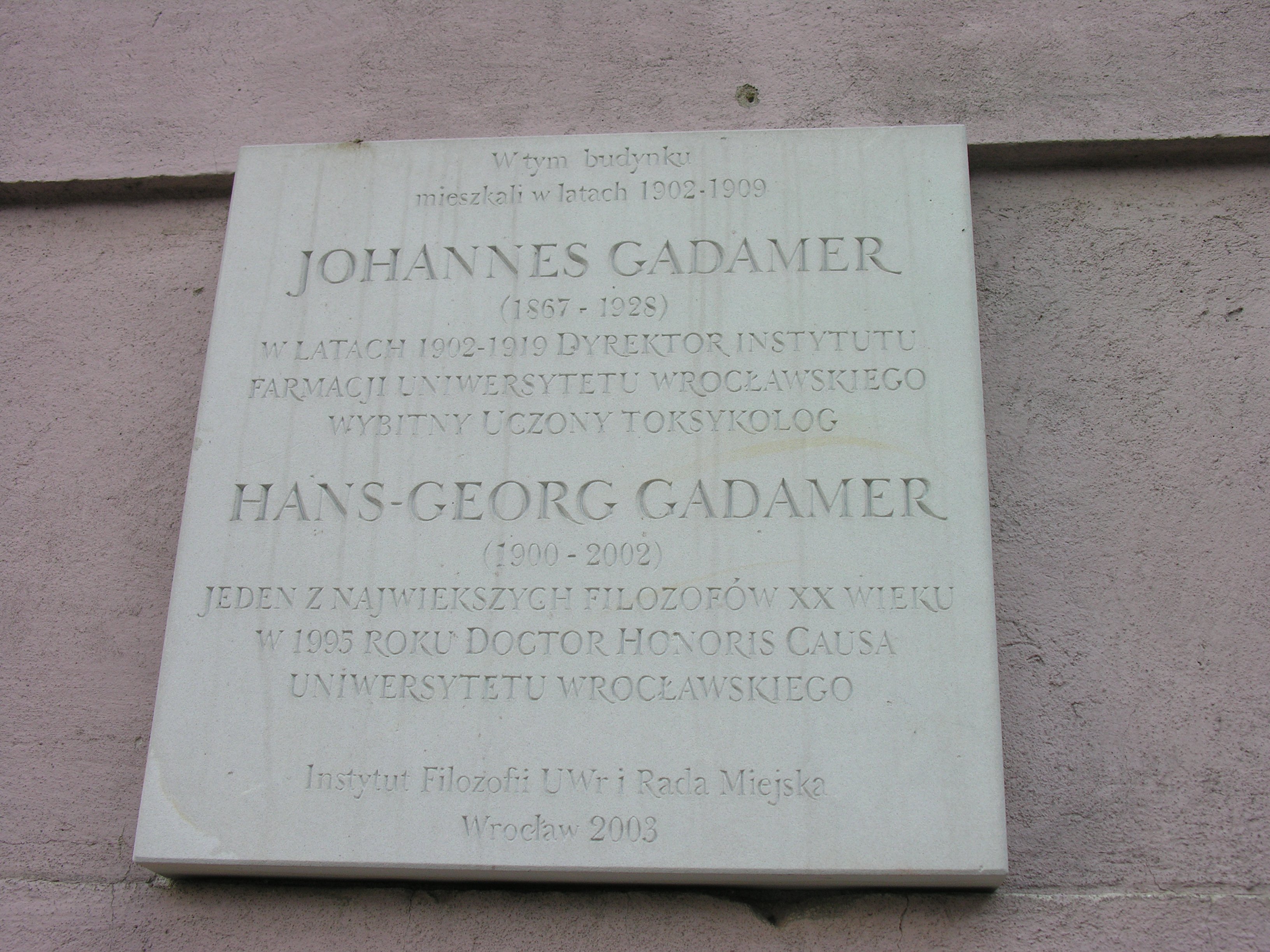
Gedenksteen voor Hans-Georg Gadamer in Wrocław (het vroegere Breslau)

Hans-Georg Gadamer (Marburg, 11 februari 1900 - Heidelberg, 13 maart 2002) was een Duits filosoof. 

## Achtergrond en kort overzicht van zijn gedachtegoed
Gadamers vader was natuurwetenschapper met een aversie tegen de niet-natuurwetenschappen. Gadamer zelf volgde een studie klassieke talen, geschiedenis en kunstgeschiedenis. In 1938 werd hij hoogleraar filosofie te Leipzig. In 1960 publiceerde hij zijn hoofdwerk, Wahrheit und Methode. Grundzüge einer philosophischen Hermeneutik (Waarheid en methode. Omtrekken van een filosofische hermeneutiek).
Hij deed vooral onderzoek naar de aard van de geesteswetenschappen en het onderscheid met de natuurwetenschappen. Zijn inspirator was Friedrich Nietzsche, vooral vanwege het belang van kunst dat Nietzsche onderkent. Hij volgt echter niet Nietzsches vertwijfelde extremisme en verwerping van de wetenschap als zodanig.
Gadamers hermeneutiek steunt op Heideggers hermeneutische fenomenologie. De studie van Plato en Aristoteles heeft tevens een stempel gedrukt op Gadamers filosofie.
Volgens Gadamer is hermeneutiek het verstaan (Verstehen), begrijpen en interpreteren van menselijke en culturele levensuitingen.
Volgens hem bestaat er een spanning tussen methodologische en filosofische hermeneutiek doordat de waarheid die in het alledaagse en geesteswetenschappelijke verstaan is verkregen nooit met behulp van regels kan worden afgedwongen. Het streven naar methodologische regels voor het verstaan komt voort uit het feit dat de vertegenwoordigers van de methodologische hermeneutiek het geesteswetenschappelijke verstaan ten onrechte spiegelen aan het natuurwetenschappelijke ideaal van objectieve, langs methodische weg verkregen kennis.

## Gadamers waarheidsbegrip
Volgens Gadamer is de grote verdienste van Friedrich Schleiermacher dat hij het verstaan heeft opgevat als een gesprek, maar hij heeft dit uitgangspunt niet consequent doorgevoerd. Verstaan vereist volgens Gadamer goede wil en openstaan voor de gesprekspartner. Het is niet, zoals Schleiermacher beweert, enkel objectieve reconstructie, maar een gedachtewisseling en integratie (zie horizonversmelting). Een werkelijk gesprek verandert beide partners, zowel de uitlegger als de tekst.
Net als bij Heidegger is bij Gadamer de hermeneutische cirkel (zie hermeneutiek) niet louter formeel, maar ontologisch. Dit betekent dat volgens Gadamer de waarheid in principe niet gekend kan worden. Schleiermacher en Dilthey hebben niet ingezien dat ook de interpreet al deel uitmaakt van deze cirkel.
Volgens Schleiermacher en Dilthey vormt de tijd een hindernis tussen de interpreet en het geïnterpreteerde. Volgens Gadamer (en ook Heidegger) maakt tijd het verstaan juist mogelijk. De tijdsafstand is productief doordat zij de beweging van de horizonversmelting mogelijk maakt, en daardoor ook het bestaan van nieuwe betekenissen, de werkingsgeschiedenis (Wirkungsgeschichte). De werkingsgeschiedenis toont de productieve uitwerking van de tijd op het verstaan. De werkingsgeschiedenis bepaalt wat als onderzoeksobject tevoorschijn komt.
Dit waarheidsbegrip onderscheidt zich van het correspondentiemodel van de waarheid. Ons eigen leven maakt deel uit van de werkingsgeschiedenis. De ontologische waarheid, de traditie waarvan ons eigen leven deel uitmaakt, gaat vooraf aan de onderscheiding tussen ware en onware uitspraken.
De ontologische waarheid is een proces van onthulling en verhulling. Nieuwe inzichten worden in de horizonversmelting geboren, oude gaan verloren. Verstaan is altijd een anders verstaan, nooit een beter verstaan. 
Kennis is volgens Gadamer afhankelijk van de werkingsgeschiedenis; het verstaan wordt gedragen door een productief gebeuren (de werkingsgeschiedenis) en is niet beheersbaar door methodologische regels. 
Een onbevooroordeeld (neutraal) verstaan is volgens Gadamer onmogelijk: iedere ervaringshorizon is per definitie beperkt en gekenmerkt door vooroordelen. Gadamer is overigens tegen de Verlichting, die het ideaal van onbevooroordeeld verstaan huldigt.
Op ieder moment van de werkingsgeschiedenis is volgens Gadamer slechts een gedeelte van de waarheid bereikbaar; integratie in het verstaan is nooit volledig.

## Hermeneutische ethiek
Sinds Immanuel Kant wordt een onderscheid gemaakt tussen theoretische, praktische en esthetische vraagstukken. Gadamer accepteert deze scheiding niet. Wetenschap, kunst en moraal zijn volgens hem onscheidbaar. Hij sluit zich hiermee aan bij Dilthey, die de 'beleving' benadrukt versus de 'theoretische ervaring' van Kant. Gadamer gaat hierin nog verder dan Dilthey en plaatst de praktische dimensie centraal in de hermeneutiek.
Gadamer ziet het verstaan als een gesprek, geïnspireerd op de dialogen van Plato. In de ethiek laat hij zich beïnvloeden door de praktische filosofie van Aristoteles, waarvan het doel niet het verwerven van kennis is, maar het zedelijk handelen.
Het verstaan is volgens Gadamer in de eerste plaats praktisch in de aristotelische betekenis. De geesteswetenschappen zijn in de eerste plaats morele wetenschappen. Het verstaan geeft richting aan het menselijk handelen. In het verstaan staat de toepassing centraal, het verbindende begrip tussen verstaan en handelen is applicatie.
Applicatie houdt horizonversmelting in; het is het moment waarop het verstaan wordt toegepast. Tekst uit het verleden wordt nu uitgelegd en dient ook voor de toekomst. Doordat volgens Gadamer ieder verstaan een applicatief moment bezit, is in zijn visie alle verstaan mede op de toekomst gericht.
De applicatie bemiddelt tussen het algemene en het bijzondere; er is volgens Gadamer geen sprake van inductie. Iedere algemene wet wordt getoetst aan een concreet geval en een wet is eigenlijk leeg totdat ze toegepast wordt. In ons handelen kunnen we geen beroep doen op absolute waarden en normen die zich 'mechanisch' laten toepassen. We zijn aangewezen op voortdurende herinterpretatie van waarden en normen die ons uit de traditie worden overgeleverd. Normatieve uitspraken maken aldus deel uit van de werkingsgeschiedenis.

## Gebreken en mogelijkheden van de hermeneutiek
De filosofische hermeneutiek kent twee criteria om bij interpretatie het kaf van het koren te kunnen scheiden: 
- de integrale eenheid van de interpretatie;
- de historische duurzaamheid van de tekst.

De notie van werkingsgeschiedenis impliceert allerminst dat we ons kritiekloos zouden moeten schikken in de traditie. Horizonversmelting kan wel degelijk kritiek inhouden. Kritische reflectie vooronderstelt een traditie (reflectie en traditie moet men niet als tegengestelden beschouwen, zoals Habermas doet). In ieder verstaan is een gebeuren dat nooit volledig door het bewustzijn kan worden gevat. Immers, de kritische reflectie is ook opgenomen in de werkingsgeschiedenis. 
De hermeneutiek is universeel toepasbaar en voor Gadamer kan dus ook een maatschappelijke kracht of een ideologie naar haar betekenis worden begrepen. Het gevaar van ideologiekritiek is volgens Gadamer dat zij ertoe kan aanzetten de waarheidsaanspraak van de gesprekspartner niet langer serieus te nemen, maar hem te reduceren tot een ideologiekritisch te verklaren object. Daarmee dreigt men opnieuw te vervallen in het objectivisme van Schleiermacher en Dilthey.

## Het hermeneutische begrip van het schone
Gadamer heeft kritiek op het subjectivisme van Kants esthetica (esthetische oordelen zijn subjectief). Het ontneemt ons de mogelijkheid om een juist inzicht te verkrijgen in het verschijnsel kunst doordat de nadruk ligt op de gevoelens van het oordelend subject. Gadamer wil daarom voor de analyse van kunst een ander uitgangspunt nemen, namelijk het spel. Zijn analyse van dit verschijnsel is een goed voorbeeld van fenomenologische beschrijving. De zijnswijze van het spel is primair en het bewustzijn van de spelers is secundair. Het spel voltrekt zich zonder dat de spelers zich ervan bewust zijn en het spel zelf is het subject van het spelen. Het doel van het spel is het spelen zelf, er is geen doel buiten het spel om, en is gericht op herhaling van zichzelf. Het spel is zelfuitbeelding, gericht op de toeschouwer. Wanneer het spel tot schouwspel wordt, betreden we het terrein van de kunst. Het spelbegrip van Wittgenstein kent overigens heel andere vooronderstellingen dan dat van Gadamer.
Het tot kunstwerk geworden spel staat geheel los van de spelers (de schrijver, schilder etc.). Het kunstwerk vormt een zelfstandige wereld die geheel losstaat van de intenties en gevoelens van de scheppende en uitvoerende kunstenaar. Gadamer wijst Plato's leer van mimeses, kunst als afbeelding van afbeelding, af. De werkelijkheid verschijnt volgens Gadamer pas ten volle in het kunstwerk: het kunstwerk is een onthulling van de werkelijkheid. Een kunstwerk beeldt het wezenlijke uit en biedt dus ware kennis. Het kunstwerk en zijn uitbeelding kunnen niet als twee verschillende dingen worden opgevat; de uitbeelding bestaat pas in het verstaan ervan.

## Zijn en taal
Gadamers ontologie van het spel en het kunstwerk werkt door in zijn algemene ontologie. Gadamer probeert de ontologie van Heidegger in zijn werk te concretiseren in analysen van verstaan, handelen en ervaring. De tijd is productief in het verstaan, in het handelen en in de werkingsgeschiedenis van de kunstwerken. 
In al deze gevallen wordt het zijn niet begrepen als iets wat eeuwig en onvergankelijk is, maar als een proces van zelfuitbeelding. Het Zijn is een spel dat moet worden verstaan.
De taal is volgens Gadamer een raadselachtig diep verborgen gebeuren dat we niet beheersen, maar waarin we zijn opgenomen. Het spel van de taal overstijgt de individuele spreker. De taal is geen werktuig en evenmin een afbeelding van de werkelijkheid, maar het medium waarin de dingen zich uitbeelden en daarmee zichzelf worden. Zijn dat begrepen kan worden, is taal. Er bestaat volgens Gadamer niets wat aan het uitspreken en verstaan kan ontsnappen, er is geen onderscheid tussen hermeneutiek en ontologie.

## Toepasbaarheid van de hermeneutiek
In zijn boek Psychotherapie door beeld en begripsvorming (1988) maakt Robert Lubbers gebruik van de uitgangspunten van Gadamer. Het interne artikel Experiëntiële psychotherapie door beeld en begripsvorming - de hermeneutische invalshoek - (2002) betreft een nadere uitwerking.
De hermeneutische visie op psychotherapie bestaat uit verwoorde inzichten in hoe het met mensen is gesteld en hoe deskundigen hen terzijde kunnen staan. Want niet alleen menselijke producten zoals wetenschapsopvattingen van toen en nu, maar ook verlangens en geheime wensen, angst en onzekerheid, onmacht en ingeslepen patronen kunnen onderwerp van hermeneutische verheldering, ondersteuning en correctie zijn. 
Het bezwaar tegen de methodisch-wetenschappelijke bewerking daarvan, zoals de hermeneutiek beoogt, kan leiden tot een uitsluitend exacte wetenschapsbeoefening met geoperationaliseerde begrippen en hypotheses. De hermeneutiek volgt een andere weg: die van het onderzoek naar denk- en communicatiewijzen door alle tijden en culturen heen.
Die Hermeneutik reflektiert auf ein Verstehen, d.h. sie überprüft die Ansprüche und die Angemessenheit bestimmter Methoden - ohne selbst dem transparanten Ideal einer Methode anzuhängen. (Boehm, 1978:444)
Deze studie betreft dan ook de hermeneutiek van de verstandhouding, in het bijzonder toegepast op psychotherapie. Andere geldig geachte wetenschapsopvattingen, worden daarin hernomen als ‘artefacten’ die op hun beurt hermeneutische bezinning behoeven om hun plaats en functie in de hulpverleningscultuur optimaal in te nemen. 
Pas als hun vertegenwoordigers hun opvattingen als eigentijdse wetenschappelijke ontwikkelingen relativeren, kunnen zij deelnemen aan de hermeneutische cirkelgang van de altijd in ontwikkeling -en nimmer voltooide - wetenschapsbeoefening op het terrein van de hulpverlening.